# Erina acasta
Erina acasta är en fjärilsart som beskrevs av Cox 1873. Erina acasta ingår i släktet Erina och familjen juvelvingar. Inga underarter finns listade i Catalogue of Life.

## Bildgalleri

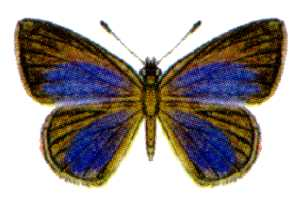